# Agylla limpida
Agylla limpida là một loài bướm đêm thuộc phân họ Arctiinae, họ Erebidae.